# Vidura

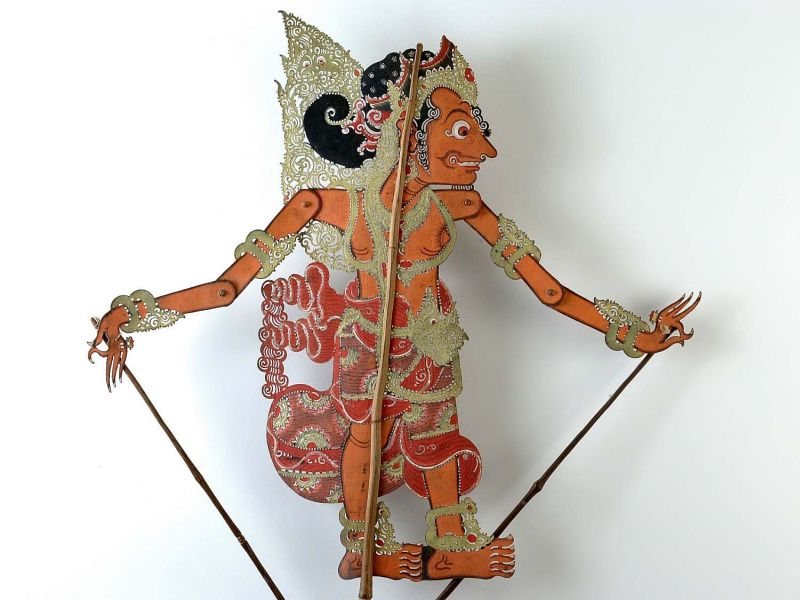
Représentation de Vidura

Dans la mythologie hindoue, Vidura (sanskrit : विदुर) était le demi-frère de Dhritarāshtra et de Pandu, tel qu'il est attesté dans l'épopée du Mahābhārata.
C'était un conseiller très apprécié des Pandavas. Il a renoncé à son poste de ministre en signe de protestation à la guerre de Kurukshetra.